# Storthyngura magnifica
Storthyngura magnifica is een pissebeddensoort uit de familie van de Munnopsidae.